# 4573 Пьєштяни
4573 Пьєштяни (4573 Piešťany) — астероїд головного поясу, відкритий 5 жовтня 1986 року.
Тіссеранів параметр щодо Юпітера — 3,217.